# Petite Dent de Morcles
Petite Dent de Morcles är en bergstopp i Schweiz. Den ligger i distriktet Saint-Maurice och kantonen Valais, i den sydvästra delen av landet, 90 km söder om huvudstaden Bern. Toppen på Petite Dent de Morcles är 2 929 meter över havet.